# Ulanga (Schiff)
Die Ulanga war ein Heckraddampfer des Kaiserlichen Gouvernements von Deutsch-Ostafrika.

## Geschichte
Die Ulanga wurde in Sektionsbauweise hergestellt. Der Rumpf bestand aus sechs Pontons, die bahnverladbar waren und miteinander verschraubt werden konnten. Das Schiff war äußerst flachgehend gebaut, um in den Flussgewässern Deutsch-Ostafrikas fahren zu können. Die Ulanga wurde nach dem Fluss Ulanga in Deutsch-Ostafrika benannt. Mit dem Strom konnte der Heckraddampfer 7,8 kn erreichen, gegen den Strom 5,7 kn.
Am 31. Dezember 1897 wurde die Ulanga von der Kolonialverwaltung von Deutsch-Ostafrika übernommen. Ende Februar 1898 traf die Ulanga in Einzelteilen mit dem DOAL-Dampfer Herzog in der Kolonie ein. Bei der Insel Koma nahe der Simba-Uranga-Mündung wurde sie zusammengesetzt. Am 15. April 1898 erfolgte die erste Probefahrt. Das Schiff diente als Frachter, Tonnenleger und Truppentransporter. Mangels Wirtschaftlichkeit wurde das Schiff durch das Gouvernement 1901 oder 1902 vorübergehend außer Dienst gestellt und in Salale am  Rufiji-Delta auf ein Slip gesetzt. Während der Außerdienststellung erhielt es eine Konservierung und Reparatur der Pontonböden, die unter Grundberührungen gelitten hatten. Da kein Käufer gefunden wurde, folgte im April 1902 eine erneute Indienststellung als Getreidetransporter auf dem Rufiji. Dies erbrachte jedoch keine rentablen Resultate, so dass die Ulanga endgültig außer Dienst gestellt wurde.
Die Kessel- und Maschinenanlage sowie Teile der hölzernen Aufbauten wurden ausgebaut und zur Weiterverwendung nach Daressalam verfrachtet. Der Schiffskörper diente in Salale als Prahm zum Transport von Feuerholz für Dampfschiffe des Gouvernements.
1917 war die Ulanga noch in der Kolonie vorhanden. Ihr weiteres Schicksal ist unbekannt.